# Alvorada de Minas
Pour les articles homonymes, voir Alvorada (homonymie).
Alvorada de Minas est une municipalité brésilienne de l'État du Minas Gerais et la microrégion de Conceição do Mato Dentro.